# Карл-Отто Заур
Карл-Отто Заур (нім. Karl-Otto Saur; 16 лютого 1902, Дюссельдорф, Німецька імперія — 28 липня 1966, Пуллах-ім-Ізарталь, ФРН) — німецький військовий чиновник. Один із двох кавалерів Золотого лицарського хреста Хреста Воєнних заслуг.

## Біографія
Ставши дипломованим інженером, почав працювати у Тіссена. Після смерті батька прийняв на себе керівництво батьківським машинобудівним підприємством, але настала незабаром Велика депресія привела підприємство до банкрутства. Заур повернувся до Тіссена і незабаром став директором виробничо-економічного відділу металургійного заводу August-Thyssen-Hütte в Дуйсбурзі.
В 1931 році вступив в НСДАП. З 1938 року працював в організації Тодта, в результаті ставши заступником Фріца Тодта. У лютому 1942 року, після загибелі Тодта в авіакатастрофі, Заур став начальником технічного управління рейхсміністерства озброєнь і боєприпасів, а також статс-секретарем, заміщаючи рейхсміністра Альберта Шпеєра в його відсутність. У роботі відрізнявся крайньою жорстокістю, ні з чим не рахуючись заради інтересів справи.
З березня 1944 року Заур очолив штаб Єгерштабу (1 серпня того ж року перетвореного в Штаб озброєнь), організовував розгортання підземних військових заводів, а також координував виробництво винищувачів.
29 квітня в своєму політичному заповіті Гітлер призначив Заура наступником Шпеєра на посаді міністра військової промисловості в уряді під керівництвом Йозефа Геббельса. Однак даний кабінет проіснував всього добу (30 квітня — 1 травня), до самогубства Геббельса. Новий рейхспрезидент Карл Деніц, сформувавши Фленсбурзький уряд, повернув в нього Шпеєра. 15 травня Заур був заарештований американцями.
В 1948 році він виступив в якості свідка обвинувачення на процесі Круппа, після чого від нього відвернулися старі знайомі. В процесі денацифікації він був класифікований як співучасник і незабаром після цього звільнений.
В 1949 році Заур заснував інженерне бюро, яке також випускало довідкові видання. На його основі було створено видавництво Saur-Verlag, що стало прибутковим лише з початку 60-х років, коли його очолив син Заура Клаус Ґергард.

## Нагороди[6]
- Медаль «У пам'ять 13 березня 1938 року»
- Медаль «У пам'ять 1 жовтня 1938»
- Хрест Воєнних заслуг 1-го класу
- Хрест Воєнних заслуг 2-го класу
- Хрест Воєнних заслуг 1-го класу з мечами
- Хрест Воєнних заслуг 2-го класу з мечами
- Золотий партійний знак НСДАП (1943)
- Лицарський хрест Хреста воєнних заслуг (5 червня 1943)
- Лицарський хрест Хреста воєнних заслуг з мечами (29 жовтня 1944)
- Золотий лицарський хрест Хреста воєнних заслуг (20 квітня 1945) (Деякі джерела стверджують, що ця нагорода була тільки запропонована і не затверджена через плутанину та закінчення війни.)